# 柳瀬博一・Terminal
柳瀬博一・Terminal（やなせひろいちターミナル）は、TBSラジオで放送されていたラジオ番組。2011年10月14日から2012年3月23日まで毎週金曜日に放送していた。

## 概要
TBSラジオの『文化系トークラジオ Life』でサブパーソナリティを務める柳瀬博一をメインパーソナリティに進行するトーク番組。主に30～40代の社会人を対象とし、特定のテーマを決めずに幅広い範囲の情報を取り上げて進行する。キャッチフレーズは「ちょっと知的な情報エンターテイメント」。「希望は常に現場にある」をキーワードとし、編集者や著作家を主にゲストに迎えて実業的な情報や話題を中心とし、ラジオを通じて言葉だけではなく息づかいなど非言語のコミュニケーションも含めて情報発信することを目標に掲げている。
その一方で音楽にも力を入れており、トーク番組には珍しく番組でかけた楽曲のリストが簡単な解説とともに毎回公式サイトに掲載されている。
放送開始は2011年10月14日だが、その前週の10月7日に予告編として18:30-19:00の30分間放送。
12月16日の放送で当欄の話題に触れていた。
2012年3月16日に翌週の3月23日で放送を終えることを告知した。その3月23日の放送の冒頭で、再度当欄について話題に取り上げていた。また、放送終了後もポッドキャストの配信は続けること、そのため公式サイトも存続させることなどを告知している。そのサイト上においては、「1stシーズンの最終回」という表記があり、2012年のナイターシーズン終了後の復活に含みを持たせていた。しかし、実際に「2ndシーズン」が放送されるかは未定。
2012年5月3日、スポーツ情報番組『プロ野球ネットワーク』に柳瀬と南部が出演し、テーマとして「プロ野球改革提言〜プロ野球ビジネスモデルのゆくえ〜」を掲げて放送。これは実質的に『Terminal』の番外編的な位置づけとなっている。 このときの放送の音声は6月7日付けでポッドキャスト配信されている。
2012年5月10日付けで放送終了後初めてのポッドキャストが配信されている。

## 放送時間
- 毎週金曜日 18:00 - 19:30 （2011年10月14日 - 2011年12月16日）
- 毎週金曜日 18:00 - 20:00 （2012年1月6日 - 2012年3月23日）

## 主な番組構成とコーナー
2012年1月の時点での番組構成等は下記のとおりである。

### 番組構成
オープニングのフリートーク
その日の番組のメニュー紹介
Chekking for Biz
The Point of View　（このコーナー中に交通情報と天気予報が入る）
Talking Lounge
ニュース、交通情報、天気予報
赤坂コネクション
ナンブノモンジャイ
次回予告

### コーナーの内容
- Chekking for Biz
  - 放送日までの一週間のニュースなどのトピックスからパーソナリティが「コレに注目」というものを取り上げるコーナー。
- The Point of View
  - 特集コーナー。「現場の動きから明日へのヒントを探る」をテーマに、ゲストを招いてのトークコーナー[5]。
- Talking Lounge
  - 柳瀬のトークコラムコーナー。柳瀬が最近気になったこと、身近に起きたことなどを気楽に話す。
- 赤坂コネクション
  - ジャンルを問わずエンターテイメントの仕掛け人、企画をしている人からその視点の先にあるものを聞くゲストコーナー[6]。※
- ナンブノモンジャイ
  - 「勝手に東北復興支援」をテーマに「東北の美味しいものを食べて小さな復興支援」と銘打ち、南部が東北地方で製造・発売されている美味しいものを紹介するコーナー[7]。※

※：「赤坂コネクション」と「ナンブノモンジャイ」は2012年1月からの放送時間延長に伴って新設されたもの。

## 出演者
- 柳瀬博一　（日経ビジネスオンライン・プロデューサー）
- 南部広美　（フリーアナウンサー）

## ゲスト出演者
| 年     | 月日           | コーナー | 氏名                                | 備考 |
| ------ | -------------- | -------- | ----------------------------------- | --- |
| 2011年 | 10月14日       | P        | 小板橋太郎 山川龍雄                 | （日経ビジネス編集委員） （日経ビジネス編集長）                                                                                |
|        | 10月21日       | P        | 白壁達久 澤田大樹                   | （日経ビジネス編集部員） TBSラジオ・放送記者、ディレクター                                                                     |
|        | 10月28日       | P        | ケヴィン・メア                      | （前アメリカ国務省外交部長）弁護士                                                                                             |
|        | 11月4日        |          |                                     | ※ナイター中継のため放送を休止                                                                                                  |
|        | 11月11日       | P        | G. M. ナイル 水野仁輔               | （日本で最も古いインド料理店・銀座ナイルレストランの2代目オーナー）実業家 （「銀座ナイルレストラン物語」の著者）カレー研究者   |
|        | 11月18日       | P        | 牛島信                              | 弁護士、小説家 |
|        | 11月25日       | P        | 加藤嘉一                            | （中国で最も有名な日本人）コラムニスト                                                                                         |
|        | 12月2日        | P        | 小田嶋隆                            | コラムニスト |
|        | 12月9日        | P        | 加藤貞顕、三島邦弘                  | 編集者 |
|        | 12月16日       | P        | 糸井重里                            | コピーライター |
|        | 12月23日、30日 |          |                                     | ※特別編成により放送を休止 |
| 2012年 | 1月6日         | P A      | フェルディナント・ヤマグチ 石黒謙吾 | （アナリストで覆面コラムニスト） （著述家にして分類王）編集者、作家                                                            |
|        | 1月13日        | P A      | 小松真実 岡田育子                   | ミュージックセキュリティーズ株式会社 代表取締役 中央公論新社の編集者                                                           |
|        | 1月20日        | P A      | 速水健朗 松島倫明                   | （団地団のメンバー）ライター、編集者 （NHK出版の編集者）                                                                       |
|        | 1月27日        | P A      | 三浦しをん 濱崎誉史朗               | 小説家、随筆家 （社会評論社の"ブサカル変集者"、珍書プロデューサー、）編集者                                                    |
|        | 2月3日         |          | 岸由二                              | （鶴見川流域人）慶應義塾大学経済学部教授、NPO法人鶴見川流域（TR）ネットワーキング代表                                          |
|        | 2月10日        | P A      | 久住昌之 森山裕之                   | （漫画家、漫画原作者、音楽家） （元Quick Japan編集長、現ヨシモトブックス・マンスリーよしもとPLUS編集長）                       |
|        | 2月17日        | P A      | 滑川海彦 中川ヒロミ 水野隆          | （「フェイスブック 若き天才の野望」の翻訳者） （上記の書籍の担当編集者） （小学館の編集者）                                    |
|        | 2月25日        | P A      | 常見陽平 麓幸子 関口靖彦            | （人材コンサルタント、作家、大学講師） （日経ウーマン発行人） （読書情報誌「ダ・ヴィンチ」の編集長）                           |
|        | 3月2日         | P A      | 御手洗瑞子 大石範子                 | （元ブータン公務員） （平凡社で図鑑や百科事典を担当）                                                                          |
|        | 3月9日         | P A      | 金田信一郎 安藤毅 干場弓子          | （日経ビジネス編集部員） （同上） 株式会社ディスカバー・トゥエンティワン 代表取締役社長                                        |
|        | 3月16日        | P A      | 山下裕二 佐渡島庸平                 | （日本美術応援団の団長)明治学院大学教授 （「ドラゴン桜」、「エンゼルバンク」、「宇宙兄弟」等を担当）講談社・モーニング編集部員 |
|        | 3月23日        | P A      | 都築響一 赤井茂樹                   | （写真家、編集者） （朝日出版社の名編集者）                                                                                    |
|        | 5月3日         | (注1)    | 並木裕太                            | （株式会社フィールドマネージメント代表）                                                                                       |
|        |                |          |                                     | |

※コーナーの欄の"P"の表記は「The Point of View」の、"A"は「赤坂コネクション」のコーナーへの出演を示す。備考の項目のカッコ付きのものは番組公式サイトにある表記より。
注1:スポーツ番組"プロ野球ネットワーク"に柳瀬と南部が出演した番外編的な放送。

## ポッドキャスト
初回は2011年10月12日のリリースで同年10月7日の「予告編」から編集したものを配信し、以後はゲストを迎える「The Point of View」のコーナーから編集されたものを配信している。
放送を休止した同年12月23、30日の分に替わっては、公式サイトによると2011年12月19日付（リリース日は12月31日）で特別編としてのポッドキャストを配信している。
2012年1月6日放送分からは新設されたコーナー「赤坂コネクション」の部分も配信されるようになった。